# 攝政公園站
攝政公園站（英語：Regent's Park tube station），是英國倫敦地鐵車站，位於攝政公園及公園彎間的馬里波恩路，屬貝克盧線，介乎貝克街和牛津圓環之間，屬倫敦第1收費區。

## 歷史
此站於1906年3月10日投入服務，當時的公司為貝克街及滑鐵盧鐵路。在原來由議會頒佈的動工文件中，並沒有允許在攝政公園興建車站。許可在1904年獲得批准，於是就開始在當時部分完成的鐵路線上興建這個車站。

## 車站設計
跟其他貝克街與滑鐵盧地鐵的車站不同的是，攝政公園站路面上並沒有上蓋建築，而且要從地下隧道進入。車站內有升降機，還有一條96級的台階。
攝政公園本身、英國皇家音樂學院及倫敦皇家內科醫學院都位於此站附近。
從此站可向東步行至鄰近的大波特蘭街站，與該站內的環線、漢默史密斯及城市線及大都會線進行付費區外轉乘。

## 服務
一般班次如下：
- 每小時6班列車經女王公園及石橋公園往哈羅及威爾德斯通（北行）
- 每小時3班列車經女王公園往石橋公園（北行）
- 每小時5班列車往女王公園（北行）
- 每小時14班列車往象堡（南行）

## 接駁交通
倫敦巴士18、27、30、88、205、453、C2路以及夜間路線N18路服務此站。

## 外部連結
- London Transport Museum Photographic Archive
  - Street level view of station, 1921
  - Subway entrance to station, 1974